# Radio dla Polaków
Radio dla Polaków – drugi album studyjny polskiej heavymetalowej grupy Butelka wydany 19 listopada 2005 roku.

## Lista utworów
1. „CHWD (P)” – 3:53
2. „Gruźlica Płuc” – 2:57
3. „Armia” – 3:08
4. „Radio Dla Polaków” – 5:13
5. „LPR (Liga Polskich Rodzin)” – 6:10
6. „Spowiedź (nie)Święta” – 5:34
7. „Koshmar” – 6:05
8. „Bogaty Kraj” – 4:50
9. „Zakręty Historii (Dyktator)” – 3:39
10. „Zapytaj Ojca” – 3:49
11. „Testament+” – 14:38

## Twórcy
- McButelka – wokal, instrumenty klawiszowe, inżyniera dźwięku
- MBL – gitara
- Kot – gitara basowa
- Vitusz – perkusja